# Список птахів Нової Каледонії
Це перелік видів птахів, зафіксованих на території Нової Каледонії. Авіфауна Нової Каледонії налічує загалом 223 видів, з яких 27 є ендемічними, а 13 були інтродуковані людьми. 30 видів вважаються рідкісними або зникаючими. 12 видів знаходяться під загрозою зникнення.

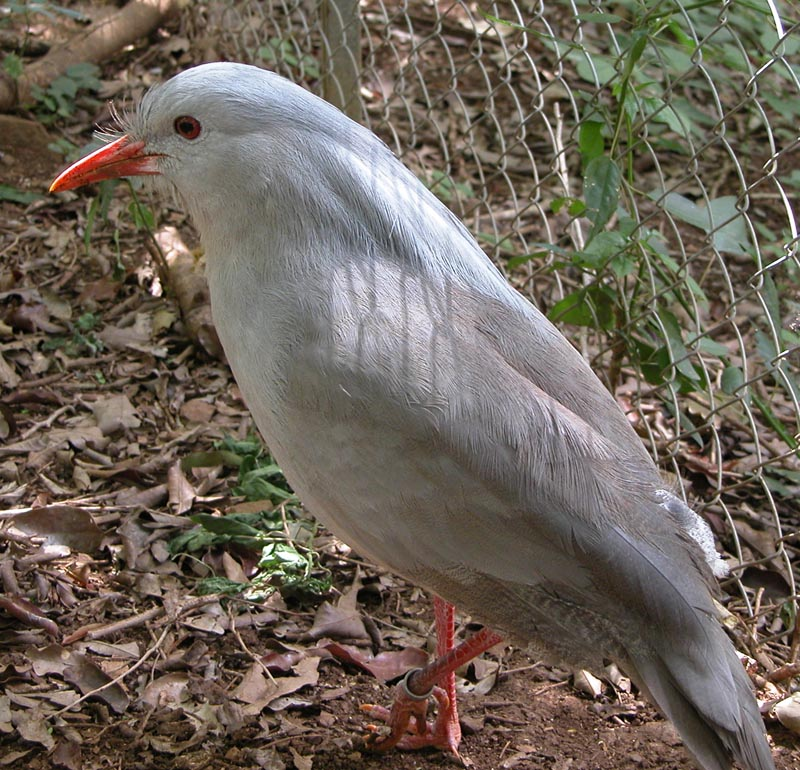
Кагу- єдиний вид ендемічної для Нової Каледонії родини птахів, символ острівної території

## Позначки
Наступні теги використані для виділення деяких категорій птахів.
- (А) Випадковий — вид, який рідко або випадково трапляється в Новій Каледонії
- (Е) Ендемічий — вид, який є ендеміком Нової Каледонії
- (I) Інтродукований — вид, завезений до Нової Каледонії як наслідок, прямих чи непрямих людських дій
- (Ex) Локально вимерлий — вид, який більше не трапляється в Новій Каледонії, хоча його популяції існують в інших місцях
- (Ext) Вимерлий — вид, який мешкав у Новій Каледонії, однак повністю вимер.

## Гусеподібні(Anseriformes)
Родина: Качкові (Anatidae)
- Свистач філіппінський, Dendrocygna arcuata (A)
- Казарка канадська, Branta canadensis (A)
- Широконіска австралійська, Spatula rhynchotis (A)
- Крижень австралійський, Anas superciliosa
- Крижень звичайний, Anas platyrhynchos (I)
- Чирянка світлогорла, Anas gracilis (A)
- Чирянка новозеландська, Anas aucklandica (Ex)
- Чирянка каштанововола, Anas chlorotis (A)
- Чернь австралійська, Aythya australis

## Pangalliformes
Родина: Sylviornithidae
- Sylviornis neocaledoniae (Ext)

## Куроподібні(Galliformes)
Родина: Великоногові (Megapodiidae)
- Megapodius molistructor (Ext)
- Megapodius sp. (1) (Ext)
- Megapodius sp. (2) (Ext)

Родина: Фазанові (Phasianidae)
- Павич звичайний, Pavo cristatus (I)
- Курка банківська, Gallus gallus (I)
- Фазан звичайний, Phasianus colchicus (I)
- Індик великий, Meleagris gallopavo (I)

## Пірникозоподібні(Podicipediformes)
Родина: Пірникозові (Podicipedidae)

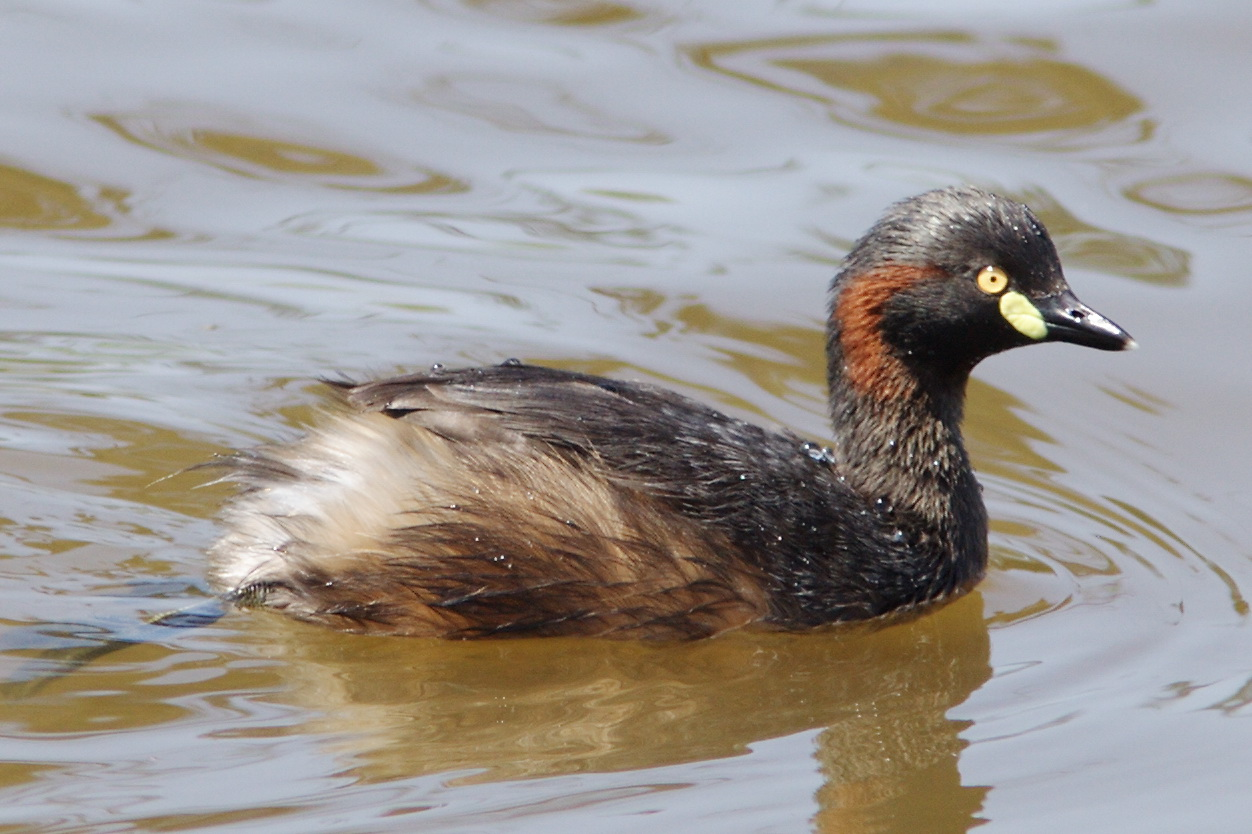
Пірникоза австралійська (Tachybaptus novaehollandiae)

- Пірникоза австралійська, Tachybaptus novaehollandiae

## Голубоподібні(Columbiformes)
Родина: Голубові (Columbidae)
- Голуб сизий, Columba livia (I)
- Columba vitiensis

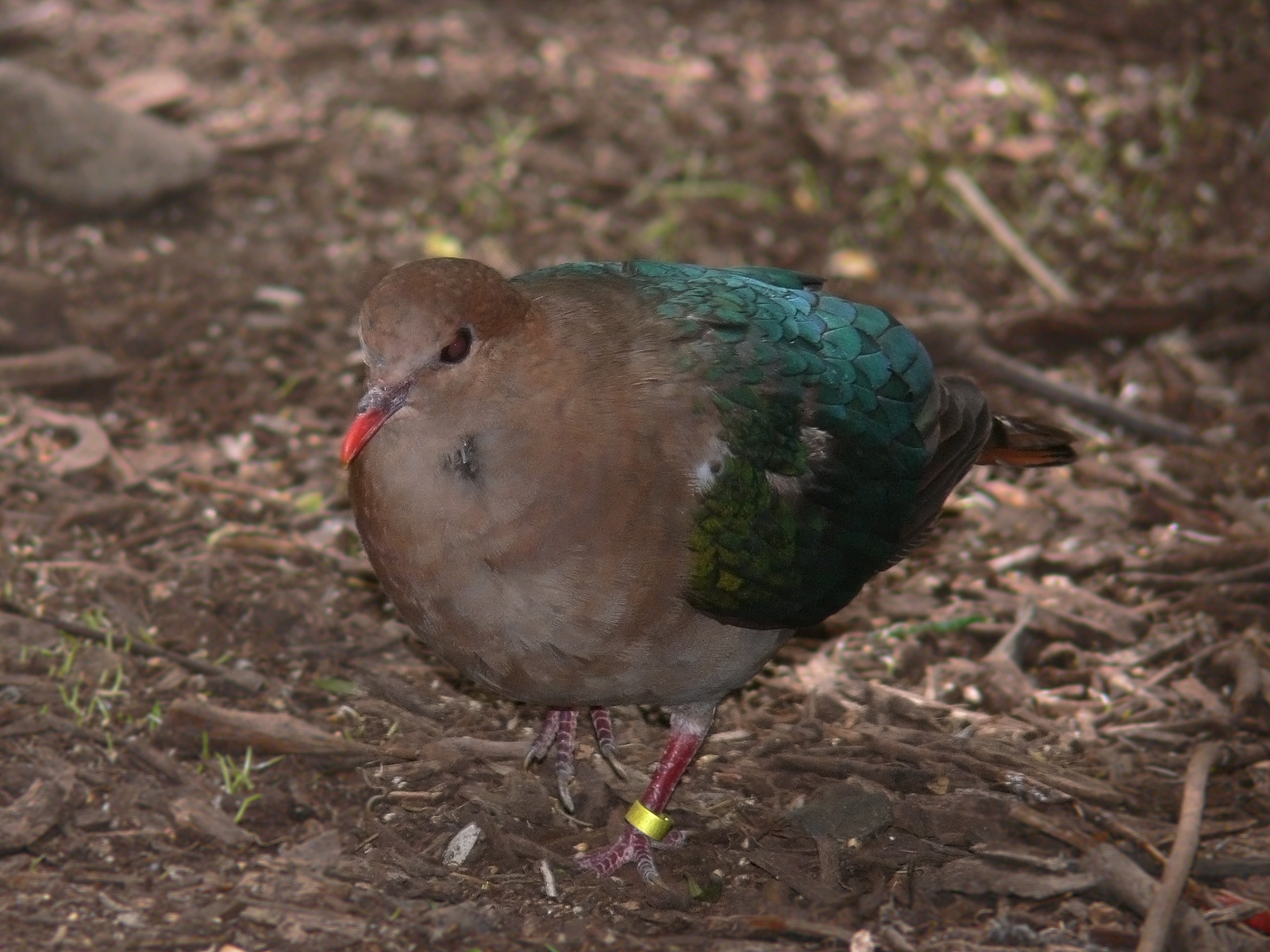
Голуб-зеленокрил довгодзьобий (Chalcophaps longirostris)

- Горлиця китайська, Spilopelia chinensis (I)
- Chalcophaps longirostris
- Geopelia striata (I)
- Тілопо червоночеревий, Ptilinopus greyi
- Drepanoptila holosericea (E)
- Пінон тонганський, Ducula pacifica
- Пінон новокаледонський, Ducula goliath (E)
- Caloenas canacorum (Ext)
- Pampusana longitarsus (Ext)

## Зозулеподібні(Cuculiformes)
Родина: Зозулеві (Cuculidae)

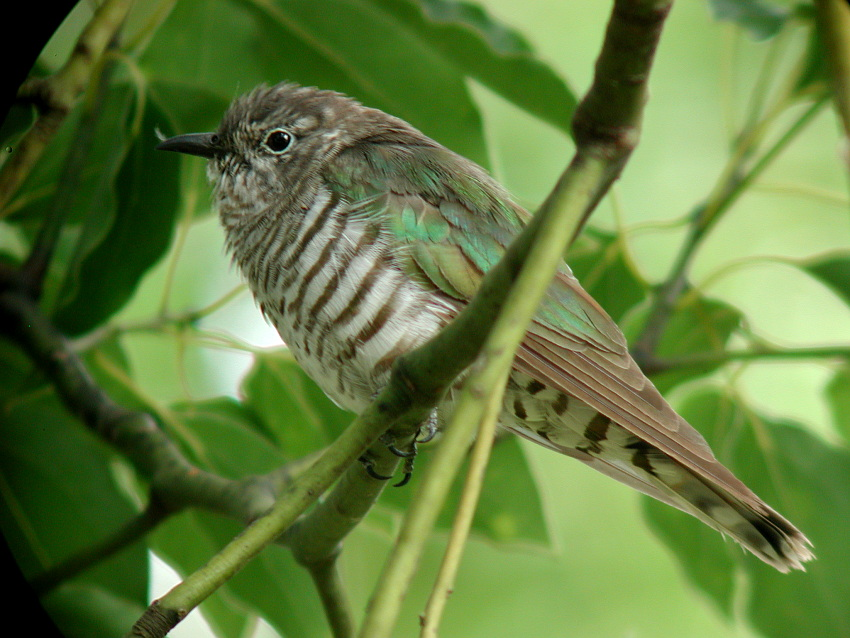
Дідрик смугастощокий (Chrysococcyx lucidus)

- Коель новозеландський, Urodynamis taitensis
- Зозуля-велет, Scythrops novaehollandiae (A)
- Дідрик смугастощокий, Chrysococcyx lucidus
- Кукавка віялохвоста, Cacomantis flabelliformis

## Дрімлюгоподібні(Caprimulgiformes)
Родина: Дрімлюгові (Caprimulgidae)
- Ночнар новокаледонський, Eurostopodus exul (E)

Родина: Еготелові (Aegothelidae)
- Еготело новокаледонський, Aegotheles savesi (E)

## Серпокрильцеподібні(Apodiformes)
Родина: Серпокрильцеві (Apodidae)

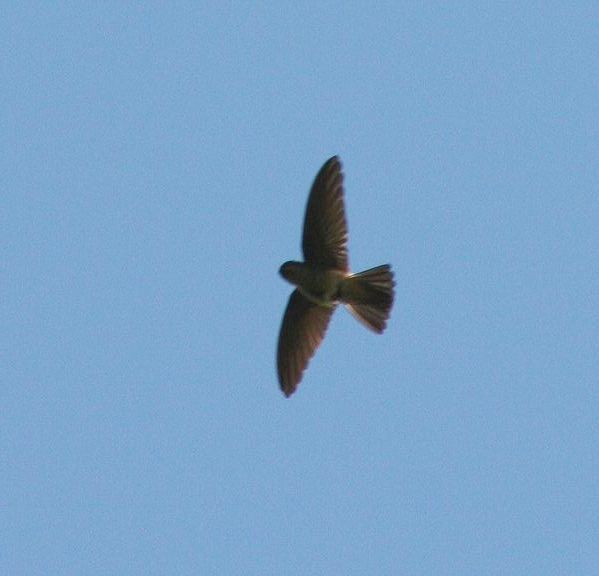
Салангана світлогуза (Aerodramus spodiopygius)

- Колючохвіст білогорлий, Hirundapus caudacutus (A)
- Салангана новокаледонська, Collocalia uropygialis
- Салангана світлогуза, Aerodramus spodiopygius
- Салангана бура, Aerodramus vanikorensis (A)

## Журавлеподібні(Gruiformes)
Родина: Пастушкові (Rallidae)
- Пастушок новокаледонський, Gallirallus lafresnayanus (E), ймовірно вимерлий
- Пастушок смугастий, Gallirallus philippensis
- Курочка чорна, Gallinula tenebrosa
- Porphyrio kukwiedei (E) (Ext)
- Султанка австралійська, Porphyrio melanotus
- Погонич білобровий, Poliolimnas cinereus (A)
- Погонич-крихітка, Zapornia pusilla (A)
- Погонич австралійський, Zapornia tabuensis

## Сивкоподібні(Charadriiformes)
Родина: Лежневі (Burhinidae)

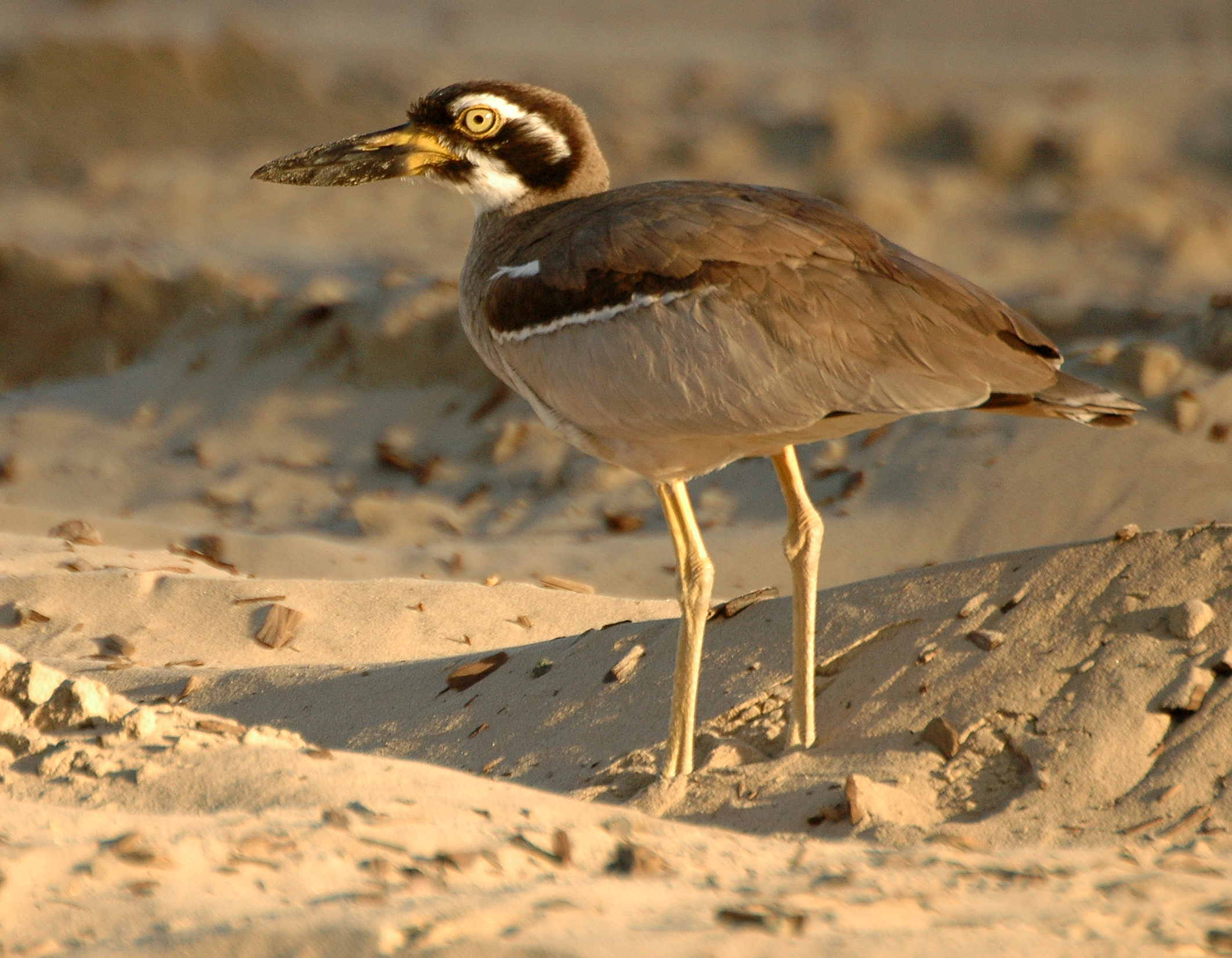
Лежень рифовий (Esacus magnirostris)

- Лежень рифовий, Esacus magnirostris

Родина: Куликосорокові (Haematopodidae)
- Кулик-сорока новозеландський, Haematopus finschi (A)

Родина: Сивкові (Charadriidae)
- Сивка морська, Pluvialis squatarola
- Сивка бурокрила, Pluvialis fulva
- Чайка білошия, Vanellus miles
- Пісочник монгольський, Charadrius mongolus
- Пісочник товстодзьобий, Charadrius leschenaultii (A)
- Пісочник рудоволий, Charadrius bicinctus (A)
- Пісочник канадський, Charadrius semipalmatus (A)
- Пісочник довгоногий, Charadrius veredus (A)
- Пісочник чорноголовий, Thinornis cucullatus

Родина: Баранцеві (Scolopacidae)
- Кульон середній, Numenius phaeopus
- Кульон-крихітка, Numenius minutus (A)
- Кульон східний, Numenius madagascariensis (A)
- Грицик малий, Limosa lapponica
- Грицик великий, Limosa limosa (A)
- Крем'яшник звичайний, Arenaria interpres
- Побережник великий, Calidris tenuirostris (A)
- Побережник ісландський, Calidris canutus (A)
- Побережник гострохвостий, Calidris acuminata
- Побережник червоногрудий, Calidris ferruginea (A)
- Побережник рудоголовий, Calidris ruficollis
- Побережник білий, Calidris alba
- Баранець японський, Gallinago hardwickii (A)
- Coenocorypha neocaledonica (Ext)
- Мородунка, Xenus cinereus
- Набережник палеарктичний, Actitis hypoleucos
- Коловодник попелястий, Tringa brevipes
- Коловодник аляскинський, Tringa incana
- Коловодник великий, Tringa nebularia
- Коловодник ставковий, Tringa stagnatilis (A)

Родина: Триперсткові (Turnicidae)
- Триперстка червоноока, Turnix varius (Ex)

Родина: Дерихвостові (Glareolidae)
- Дерихвіст австралійський, Stiltia isabella (A)

Родина: Поморникові (Stercorariidae)
- Поморник антарктичний, Stercorarius maccormicki (A)
- Поморник фолклендський, Stercorarius antarcticus
- Поморник середній, Stercorarius pomarinus (A)
- Поморник короткохвостий, Stercorarius parasiticus (A)
- Поморник довгохвостий, Stercorarius longicaudus

Родина: Мартинові (Laridae)

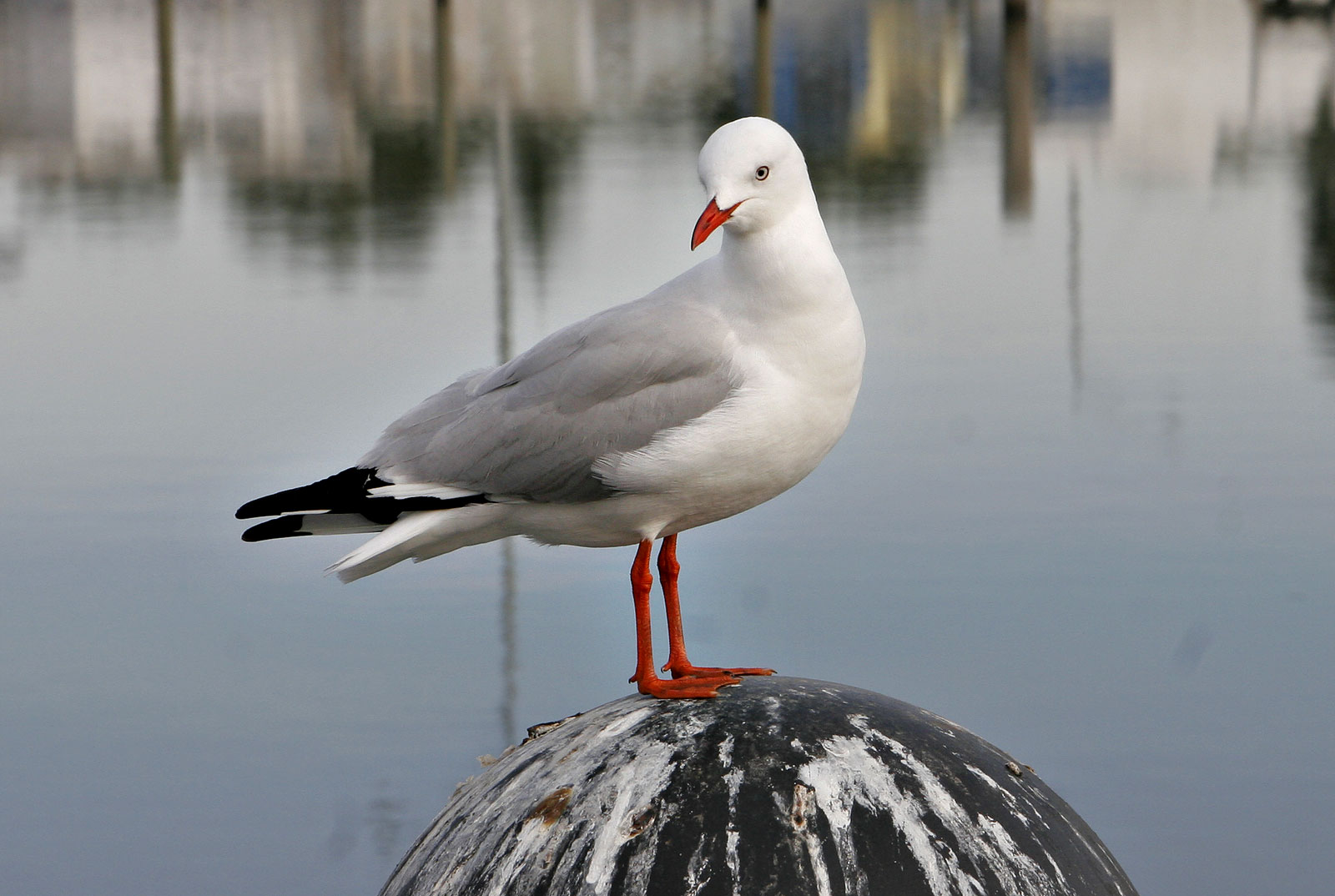
Австралійський мартин (Chroicocephalus novaehollandiae)

- Мартин австралійський, Chroicocephalus novaehollandiae
- Крячок бурий, Anous stolidus
- Крячок атоловий, Anous minutus
- Крячок сірокрилий, Anous albivitta
- Крячок білий, Gygis alba
- Крячок строкатий, Onychoprion fuscatus
- Крячок бурокрилий, Onychoprion anaethetus
- Крячок малий, Sternula albifrons
- Крячок австралійський, Sternula nereis
- Крячок білокрилий, Chlidonias leucopterus (A)
- Крячок білощокий, Chlidonias hybrida
- Крячок рожевий, Sterna dougallii
- Крячок індонезійський, Sterna sumatrana
- Крячок жовтодзьобий, Thalasseus bergii
- Крячок бенгальський, Thalasseus bengalensis (A)

## Тіганоподібні(Eurypygiformes)

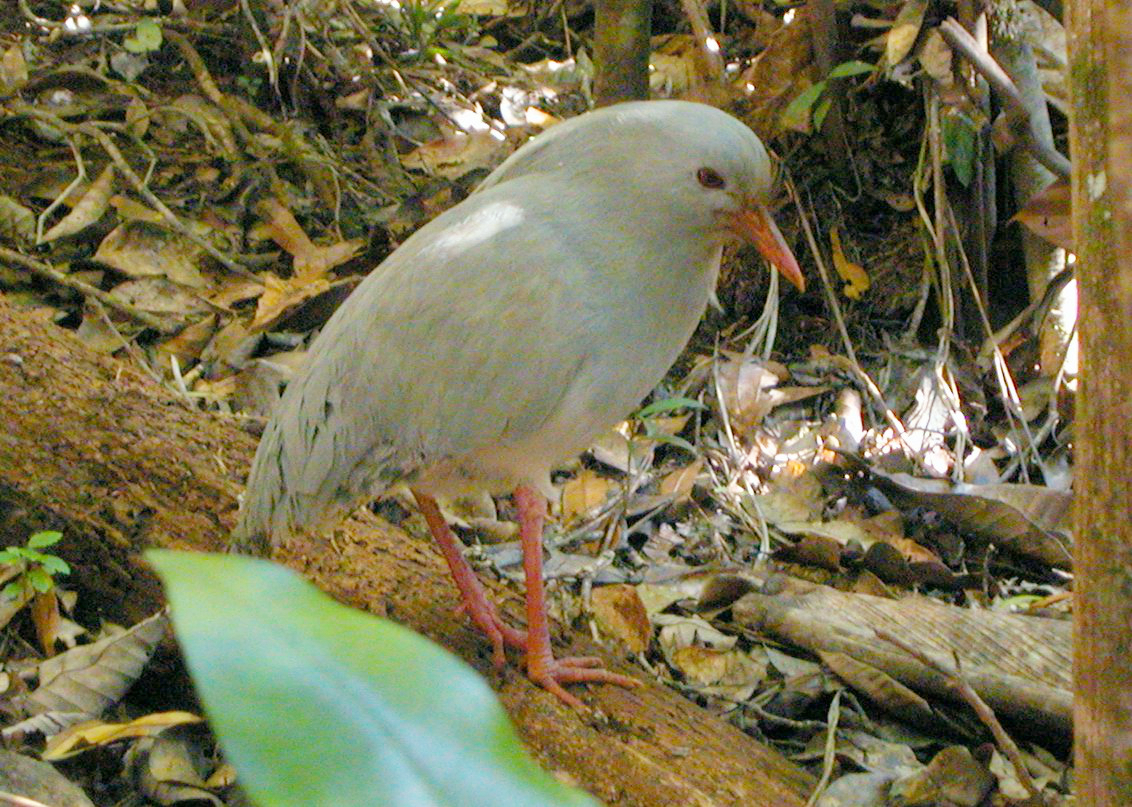
Кагу (Rhynochetos jubatus)

Родина: Кагові (Rhynochetidae)
- Кагу, Rhynochetos jubatus (E)
- Rhynochetos orarius (Ext)

## Фаетоноподібні(Phaethontiformes)
Родина: Фаетонові (Phaethontidae)
- Фаетон білохвостий, Phaethon lepturus
- Фаетон червонохвостий, Phaethon rubricauda

## Буревісникоподібні(Procellariiformes)
Родина: Альбатросові (Diomedeidae)
- Альбатрос Буллера, Thalassarche bulleri (A)
- Альбатрос чорнобровий, Thalassarche melanophris (A)
- Альбатрос довгохвостий, Phoebetria palpebrata (A)
- Альбатрос королівський, Diomedea epomophora (A)
- Альбатрос мандрівний, Diomedea exulans (A)

Родина: Океанникові (Oceanitidae)
- Океанник Вільсона, Oceanites oceanicus (A)
- Океанник білобровий, Pelagodroma marina (A)
- Фрегета білочерева, Fregetta grallaria (A)
- Фрегета чорночерева, Fregetta tropica (A)
- Океанник білогорлий, Nesofregetta fuliginosa

Родина: Качуркові (Hydrobatidae)
- Качурка мадерійська, Hydrobates castro (A)

Родина: Буревісникові (Procellariidae)
- Буревісник гігантський, Macronectes giganteus (A)
- Буревісник велетенський, Macronectes halli (A)
- Пінтадо, Daption capense (A)
- Тайфунник кермадецький, Pterodroma neglecta (A)
- Тайфунник-провісник, Pterodroma heraldica
- Тайфунник Соландра, Pterodroma solandri (A)
- Тайфунник Піла, Pterodroma inexpectata
- Тайфунник макаулійський, Pterodroma cervicalis (A)
- Тайфунник бонінський, Pterodroma hypoleuca
- Тайфунник австралійський, Pterodroma nigripennis
- Тайфунник Кука, Pterodroma cookii (A)
- Тайфунник білолобий, Pterodroma leucoptera
- Тайфунник коротконогий, Pterodroma brevipes
- Пріон сніжний, Pachyptila turtur (A)
- Пріон антарктичний, Pachyptila desolata (A)
- Бульверія тонкодзьоба, Bulweria bulwerii (A)
- Тайфунник таїтійський, Pseudobulweria rostrata
- Буревісник сірий, Procellaria cinerea (A)
- Буревісник чорний, Procellaria parkinsoni (A)
- Буревісник тихоокеанський, Calonectris leucomelas (A)
- Буревісник світлоногий, Ardenna carneipes (A)
- Буревісник клинохвостий, Ardenna pacificus
- Буревісник Бюлера, Ardenna bulleri (A)
- Буревісник сивий, Ardenna griseus
- Буревісник тонкодзьобий, Ardenna tenuirostris
- Буревісник австралійський, Puffinus gavia
- Буревісник-крихітка каприкорновий, Puffinus assimilis
- Буревісник реюньйонський, Puffinus bailloni

## Сулоподібні(Suliformes)
Родина: Фрегатові (Fregatidae)
- Фрегат-арієль, Fregata ariel
- Фрегат тихоокеанський, Fregata minor

Родина: Сулові (Sulidae)
- Сула жовтодзьоба, Sula dactylatra
- Сула білочерева, Sula leucogaster
- Сула червононога, Sula sula
- Сула австралійська, Morus serrator

Родина: Бакланові (Phalacrocoracidae)
- Баклан строкатий, Microcarbo melanoleucos
- Баклан великий, Phalacrocorax carbo
- Баклан індонезійський, Phalacrocorax sulcirostris

## Пеліканоподібні(Pelecaniformes)
Родина: Пеліканові (Pelecanidae)
- Пелікан австралійський, Pelecanus conspicillatus (A)

Родина: Чаплеві (Ardeidae)
- Бугай австралійський, Botaurus poiciloptilus (Ex)
- Бугайчик австралійський, Ixobrychus dubius
- Чепура велика, Ardea alba (A)
- Чепура середня, Ardea intermedia
- Чепура австралійська, Egretta novaehollandiae
- Чепура мала, Egretta garzetta
- Чепура тихоокеанська, Egretta sacra
- Чепура строката, Egretta picata (A)
- Чапля єгипетська, Bubulcus ibis (A)
- Чапля мангрова, Butorides striata (A)
- Квак каледонський, Nycticorax caledonicus

Родина: Ібісові (Threskiornithidae)
- Коровайка бура, Plegadis falcinellus
- Косар королівський, Platalea regia (A)

## Яструбоподібні(Accipitriformes)
Родина: Скопові (Pandionidae)
- Скопа, Pandion haliaetus

Родина: Яструбові (Accipitridae)
- Circus approximans
- Яструб бурий, Accipiter fasciatus
- Яструб новокаледонський, Accipiter haplochrous (E)
- Шуліка чорний, Milvus migrans
- Haliastur sphenurus
- Орлан білочеревий, Haliaeetus leucogaster (A)

## Совоподібні(Strigiformes)
Родина: Сипухові (Tytonidae)
- Сипуха східна, Tyto longimembris
- Сипуха крапчаста, Tyto alba
- Tyto letocarti (Ext)

Родина: Совові (Strigidae)
- Ninox cf. novaeseelandiae (Ext)

## Bucerotiformes
Родина: Птахи-носороги (Bucerotidae)
- Rhyticeros sp.

## Сиворакшоподібні(Coraciiformes)
Родина: Рибалочкові (Alcedinidae)
- Альціон священний, Todiramphus sanctus

Родина: Бджолоїдкові (Meropidae)

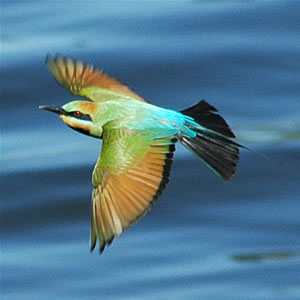
Бджолоїдка райдужна (Merops ornatus)

- Бджолоїдка райдужна, Merops ornatus

## Соколоподібні(Falconiformes)
Родина: Соколові (Falconidae)
- Боривітер австралійський, Falco cenchroides (A)
- Сапсан, Falco peregrinus

## Папугоподібні(Psittaciformes)
Родина: Какадові (Cacatuidae)
- Cacatua sp. (Ext)

Родина: Psittaculidae
- Eunymphicus cornutus (E)
- Eunymphicus uvaeensis (E)
- Cyanoramphus saissetti (E)

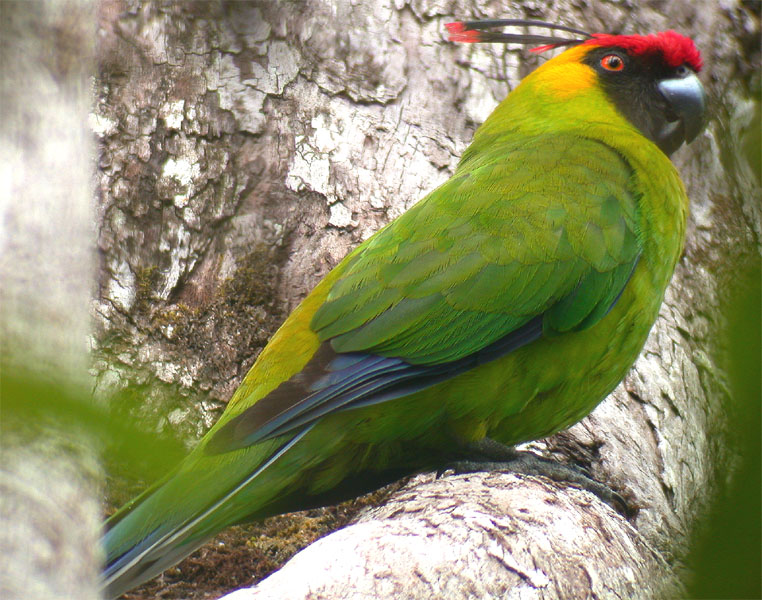
Папуга рогатий (Eunymphicus cornutus)

- Лорікет жовтогорлий, Vini diadema (E)-імовірно вимерлий
- Лорікет веселковий, Trichoglossus haematodus
- Лорікет веселковий, Trichoglossus moluccanus

## Горобцеподібні(Passeriformes)
Родина: Медолюбові (Meliphagidae)

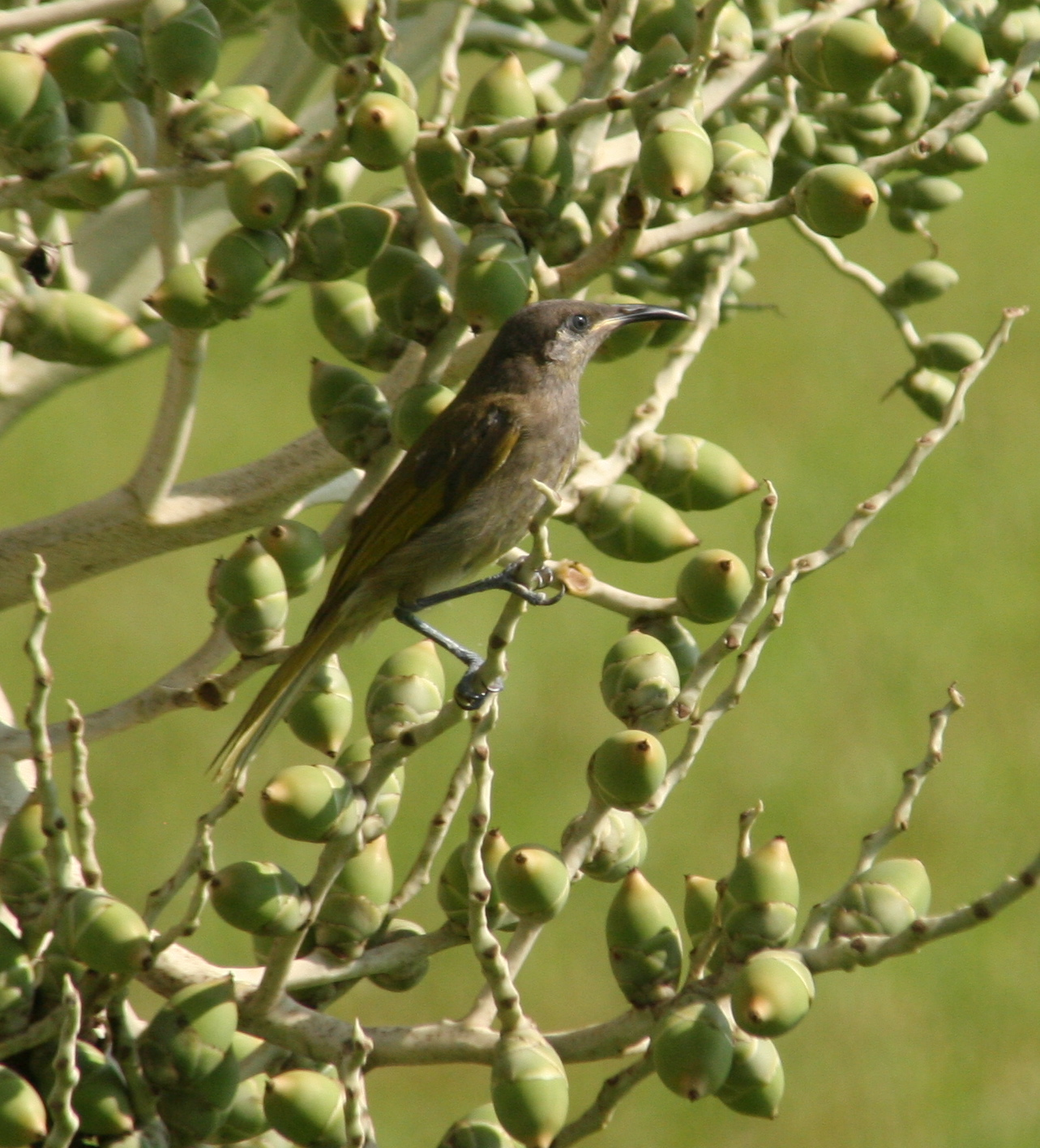
Медовець блідий (Lichmera incana)

- Медовичка новокаледонська, Myzomela caledonica (E)
- Медовичка кардиналова, Myzomela cardinalis
- Медовка смугаста, Glycifohia undulata (E)
- Медовець блідий, Lichmera incana
- Мао новокаледонський, Gymnomyza aubryana (E)
- Медівник новокаледонський, Philemon diemenensis (E)

Родина: Шиподзьобові (Acanthizidae)
- Ріроріро віялохвостий, Gerygone flavolateralis

Родина: Личинкоїдові (Campephagidae)
- Шикачик масковий, Coracina novaehollandiae (A)
- Шикачик меланезійський, Coracina caledonica
- Оругеро полінезійський, Lalage maculosa' (A)
- Оругеро довгохвостий, Lalage leucopyga
- Шикачик новокаледонський, Edolisoma anale (E)

Родина: Свистунові (Pachycephalidae)
- Pachycephala chlorura

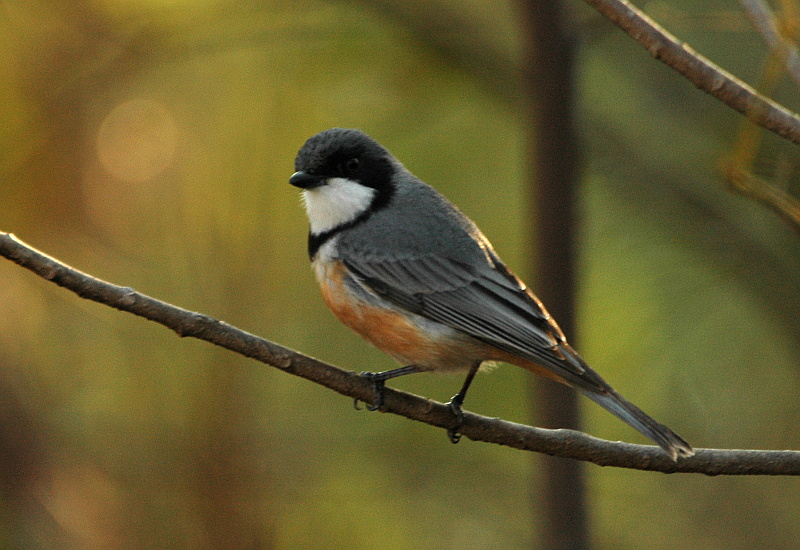
Свистун рудочеревий (Pachycephala rufiventris)

- Свистун новокаледонський, Pachycephala caledonica (E)
- Свистун золотистий, Pachycephala pectoralis
- Свистун рудочеревий, Pachycephala rufiventris

Родина: Ланграйнові (Artamidae)

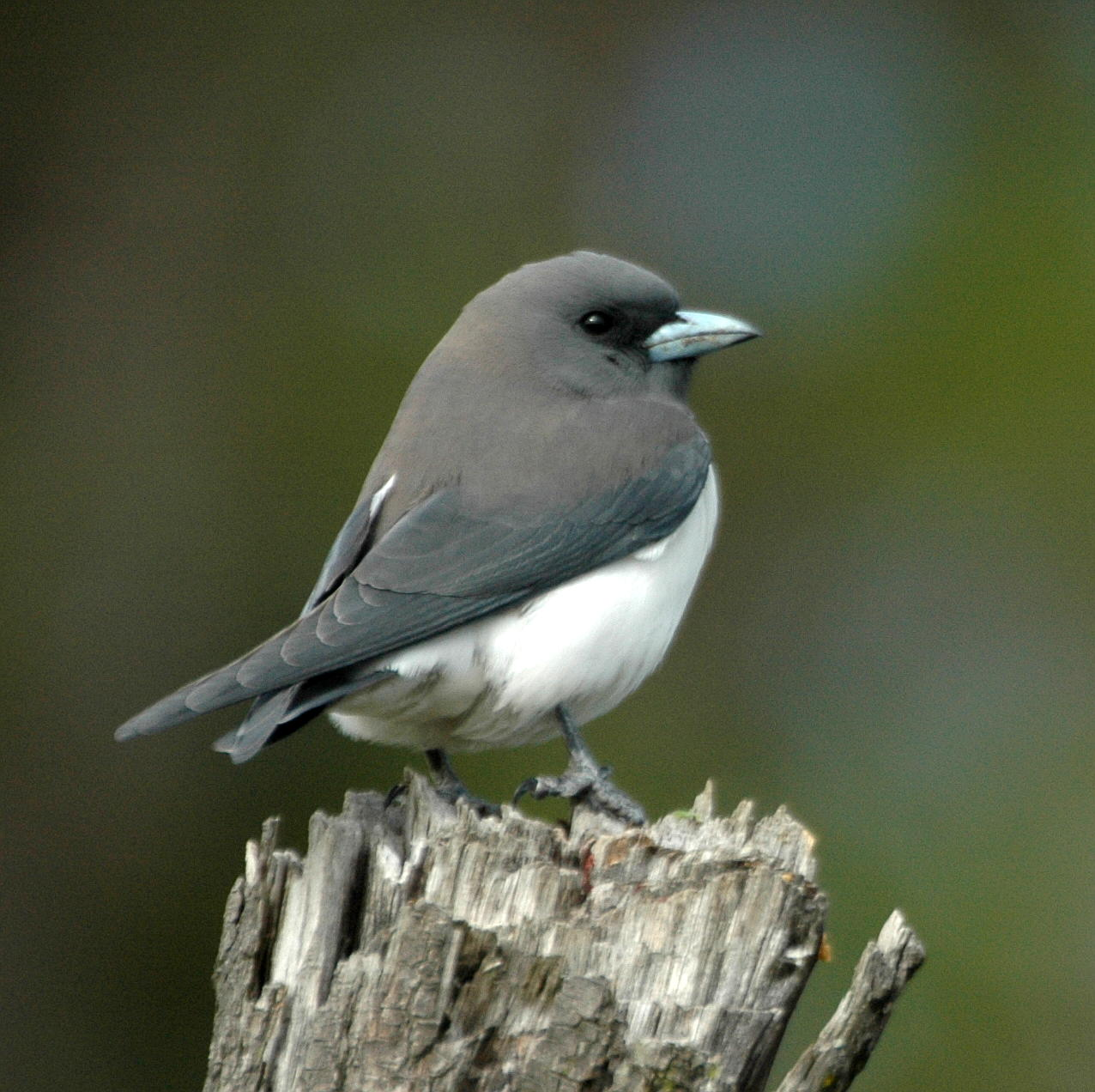
Ланграйн білогрудий (Artamus leucorynchus)

- Ланграйн білогрудий, Artamus leucorynchus
- Ланграйн бурий, Artamus cyanopterus (A)

Родина: Віялохвісткові (Rhipiduridae)
- Віялохвістка строкатовола, Rhipidura verreauxi
- Віялохвістка сиза, Rhipidura albiscapa

Родина: Монархові (Monarchidae)
- Монарх-великодзьоб південний, Clytorhynchus pachycephaloides
- Міагра меланезійська, Myiagra caledonica

Родина: Воронові (Corvidae)
- Ворона новокаледонська, Corvus moneduloides (E)

Родина: Тоутоваєві (Petroicidae)
- Гвінейниця жовточерева, Eopsaltria flaviventris (E)

Родина: Кобилочкові (Locustellidae)
- Кущавник новокаледонський, Cincloramphus mariae (E)

Родина: Ластівкові (Hirundinidae)
- Ластівка південноазійська, Hirundo tahitica
- Ластівка австралійська, Hirundo neoxena
- Ясківка лісова, Petrochelidon nigricans (А)

Родина: Бюльбюлеві (Pycnonotidae)
- Бюльбюль червоночубий, Pycnonotus cafer (I)

Родина: Окулярникові (Zosteropidae)

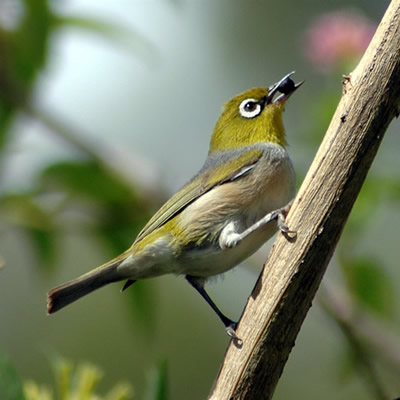
Окулярник сивоспинний (Zosterops lateralis)

- Окулярник великий, Zosterops inornatus (E)
- Окулярник новокаледонський, Zosterops xanthochrous (E)
- Окулярник лоялтійський, Zosterops minutus (E)
- Окулярник сивоспинний, Zosterops lateralis

Родина: Шпакові (Sturnidae)
- Шпак-малюк малий, Aplonis striata (E)
- Шпак звичайний, Sturnus vulgaris (A)
- Майна індійська, Acridotheres tristis (I)

Родина: Дроздові (Turdidae)
- Дрізд мінливоперий, Turdus poliocephalus

Родина: Астрильдові (Estrildidae)

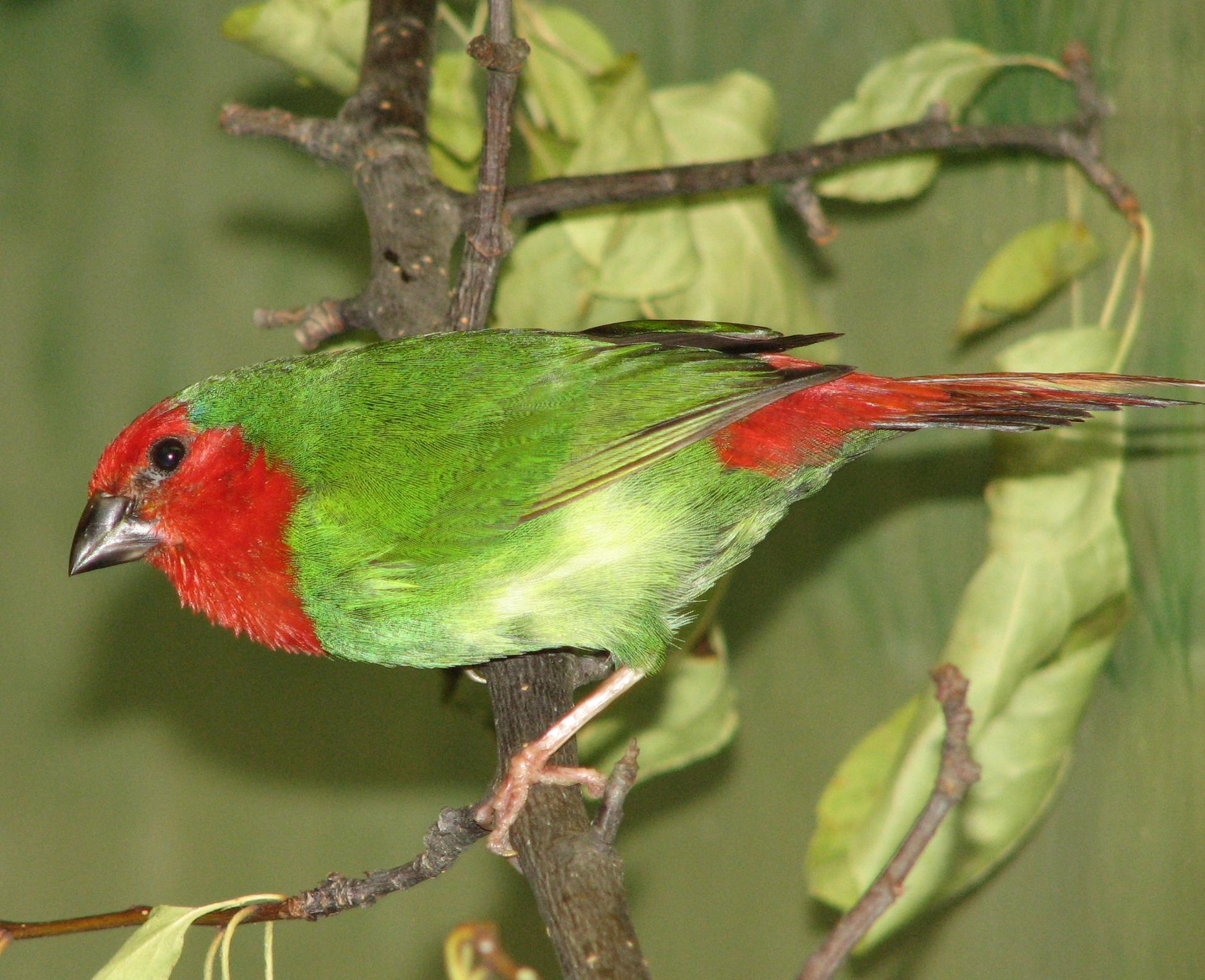
Папужник новокаледонський (Erythrura psittacea)

- Астрильд смугастий, Estrilda astrild (I)
- Папужник синьощокий, Erythrura trichroa (A)
- Папужник новокаледонський, Erythrura psittacea (E)
- Мунія каштанововола, Lonchura castaneothorax (I)
- Рисівка яванська, Padda oryzivora (Ex)

Родина: Горобцеві (Passeridae)
- Горобець хатній, Passer domesticus (I)